# Lavinia Fenton
Lavinia Fenton, pseudonimo di Lavinia Powlett, duchessa di Bolton (Londra, 1708 – Greenwich, 24 gennaio 1760), è stata un'attrice teatrale e nobildonna britannica.

## Biografia
Nata presumibilmente nel quartiere di Charing Cross intorno al 1708, visse un'adolescenza segnata dall'indigenza, durante cui si mantenne lavorando come sguattera, cameriera e, forse, prostituta. Nel 1726 fece il suo esordio sulle scene in The Orphan di Thomas Otway all'Haymarket Theatre, a cui seguì la parte di Cherry ne Lo stratagemma dei bellimbusti.
Nel 1728 ottenne il successo grazie al ruolo di Polly Peachum nella prima assoluta de L'opera del mendicante di John Gay. Tornò ad interpretare Polly in numerose rappresentazioni dell'Opera del mendicante, aggiungendo al suo repertorio parti da protagonista in commedie di John Vanbrugh e George Farquhar, nonché il ruolo di Ofelia.
La promettente carriera da attrice giunse al termine nell'aprile 1728, quando fuggì con il suo amante, Charles Powlett, III duca di Bolton. Dopo la morte della duchessa nel 1751, Fenton sposò il duca ad Aix-en-Provence il 21 ottobre 1751. La coppia ebbe tre figli. Rimasta vedova nel 1754, Lavinia Fenton morì a Westcombe House nel 1760. "Peachum Road", nei pressi di Westcombe House, prende il nome dal suo ruolo più celebre.